# 海部郡 (和歌山県)
- 令制国一覧 > 南海道 > 紀伊国 > 海部郡
- 日本 > 近畿地方 > 和歌山県 > 海部郡

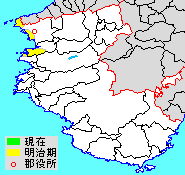
和歌山県海部郡の範囲

海部郡（あまぐん）は、和歌山県（紀伊国）にあった郡である。

## 郡域
1879年（明治12年）に行政区画として発足した当時の郡域は、下記の区域にあたる。名草郡の隣に位置するが、海側へ突出した地域で構成されるため、陸路では名草郡を経由する必要があった。
- 和歌山市の一部（木ノ本、榎原、古屋以西および概ね湊、築港、舟津町、砂山南、今福一丁目、堀止西二丁目、堀止南ノ丁、新堀東、宇須、塩屋、和歌川町、和歌浦東以西[1]）
- 海南市の一部（下津町各町）
- 有田市の一部（初島町里・初島町浜）

なお、1879年の和歌山区設置以前は、和歌山城下のうち、概ね現在の伝法橋南ノ丁、湊紺屋町、湊本町、湊北町、小野町、久保丁、道場町、小人町、小人町南ノ丁、北坂ノ上丁、東坂ノ上丁、雑賀屋町、雑賀屋町東ノ丁、吹上、堀止東、新堀東以西を郡域に含んだ。また、現在の日高郡由良町は1879年まで本郡に所属した。

## 歴史

### 近世以降の沿革
- 明治初年時点では全域が紀伊和歌山藩領であった。「旧高旧領取調帳」に記載されている明治初年時点に存在した村は以下の通り。（1町44村15浦）

大川浦、深山村、加太浦、磯脇浦、本脇浦、日野村、榎原村、西庄村、木本村、小屋村、湊村、今福村、雑賀崎浦、西浜村、和歌村、関戸村、宇須村、塩屋村、小雑賀村、橘本村、小松原村、曽根田村、百垣内村、引尾村、興村、笠畑村、大窪村、市坪村、沓掛村、青枝村、中村、小南村、梅田村、下村 、黒田村、塩津浦、丁村、丸田村、大崎浦、方村、上村、小畑村、小原村、下津浦、鰈川村、椒里村、椒浜村、三尾川浦、衣奈浦、小引浦、大引浦、神谷浦、吹井浦、江ノ駒浦、里村、門前村、中村、畑村、阿戸村、和歌山城下（西部）
- 明治4年
  - 7月14日（1871年8月29日） – 廃藩置県により和歌山県の管轄となる。
  - 11月22日（1872年1月2日） – 第1次府県統合により和歌山県の管轄となる。
- 明治11年（1878年） – 雑賀崎浦の枝郷が分立して田野浦となる。（1町44村16浦）
- 明治12年（1879年）（39村9浦）
  - 1月20日 – 郡区町村編制法の和歌山県での施行により、下記の変更が行われる。
    - 和歌山城下の区域をもって和歌山区（現・和歌山市）が発足し、郡より離脱。
      - 残部に行政区画としての海部郡が発足。「名草海部郡役所」が名草郡秋月村に設置され、同郡とともに管轄。

  - 三尾川浦、衣奈浦、小引浦、大引浦、神谷浦、吹井浦、江ノ駒浦、里村、門前村、中村、畑村、阿戸村の所属郡が日高郡に変更。

### 町村制以降の沿革

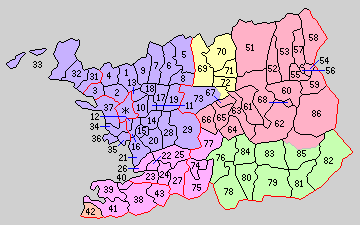
31.木ノ本村 32.西脇野村 33.加太村 34.雑賀村 35.和歌村 36.雑賀崎村 37.湊村 38.加茂村 39.大崎村 40.塩津村 41.下津町 42.椒村 43.仁義村（紫：和歌山市 桃：海南市 橙：有田市 ＊：発足時の和歌山市 1 - 29は名草郡、51 - 86は那賀郡）

- 明治22年（1889年）4月1日 - 町村制の施行により、以下の町村が発足。特記以外は現・和歌山市。「名草海部郡役所」の所在地が名草郡宮村となる。（13村）
  - 木ノ本村 ← 木ノ本村、榎原村、小屋村
  - 西脇野村 ← 西荘村、本脇浦、磯脇浦、日野村
  - 加太村 ← 加太浦、大川浦、深山村
  - 雑賀村 ← 西浜村［飛地を除く］、関戸村、宇須村、塩屋村、和歌村［飛地］、今福村［飛地］、名草郡岡町村［出村井原町］
  - 和歌村（和歌村の大部分が単独村制）
  - 雑賀崎村 ← 雑賀崎浦、田野浦
  - 湊村 ← 湊村［和歌山城下に続く地域等を除く］、今福村［飛地を除く］、西浜村［飛地］
  - 加茂村 ← 橘本村、沓掛村、小松原村、中村、大窪村、市坪村、青枝村、小南村、下村、梅田村（現・海南市）
  - 大崎村 ← 大崎浦、方村、丁村、丸田村、黒田村（現・海南市）
  - 塩津村（塩津浦が単独村制。現・海南市）
  - 浜中村 ← 上村、小原村、小畑村、鰈川村、下津浦（現・海南市）
  - 椒村 ← 椒里村、椒浜浦（現・有田市）
  - 仁義村 ← 曽根田村、百垣内村、引尾村、興村、笠畑村（現・海南市）
  - 湊村の一部［和歌山城下に続く地域等］が和歌山市の一部となる。
  - 小雑賀村が名草郡宮前村の一部となる。
- 明治29年（1896年）4月1日 - 郡制の施行のため、名草郡・海部郡の区域をもって海草郡が発足。同日海部郡廃止。

## 行政
名草・海部郡長
『和歌山県史 人物』による。
| 代 | 氏名       | 就任年月日                | 退任年月日                | 備考                                |
| -- | ---------- | ------------------------- | ------------------------- | ----------------------------------- |
| 1  | 平田綱一郎 | 明治12年（1879年）1月20日 |                           |                                     |
| 2  | 鈴村三郎   | 明治13年（1880年）12月5日 |                           |                                     |
| 3  | 平田綱一郎 | 明治19年（1886年）8月25日 | 明治30年（1896年）3月31日 | 再任 名草郡との合併により海部郡廃止 |